# Лицен
Лицен (нем. Liezen) — город , окружной центр в Австрии, в федеральной земле Штирия. 

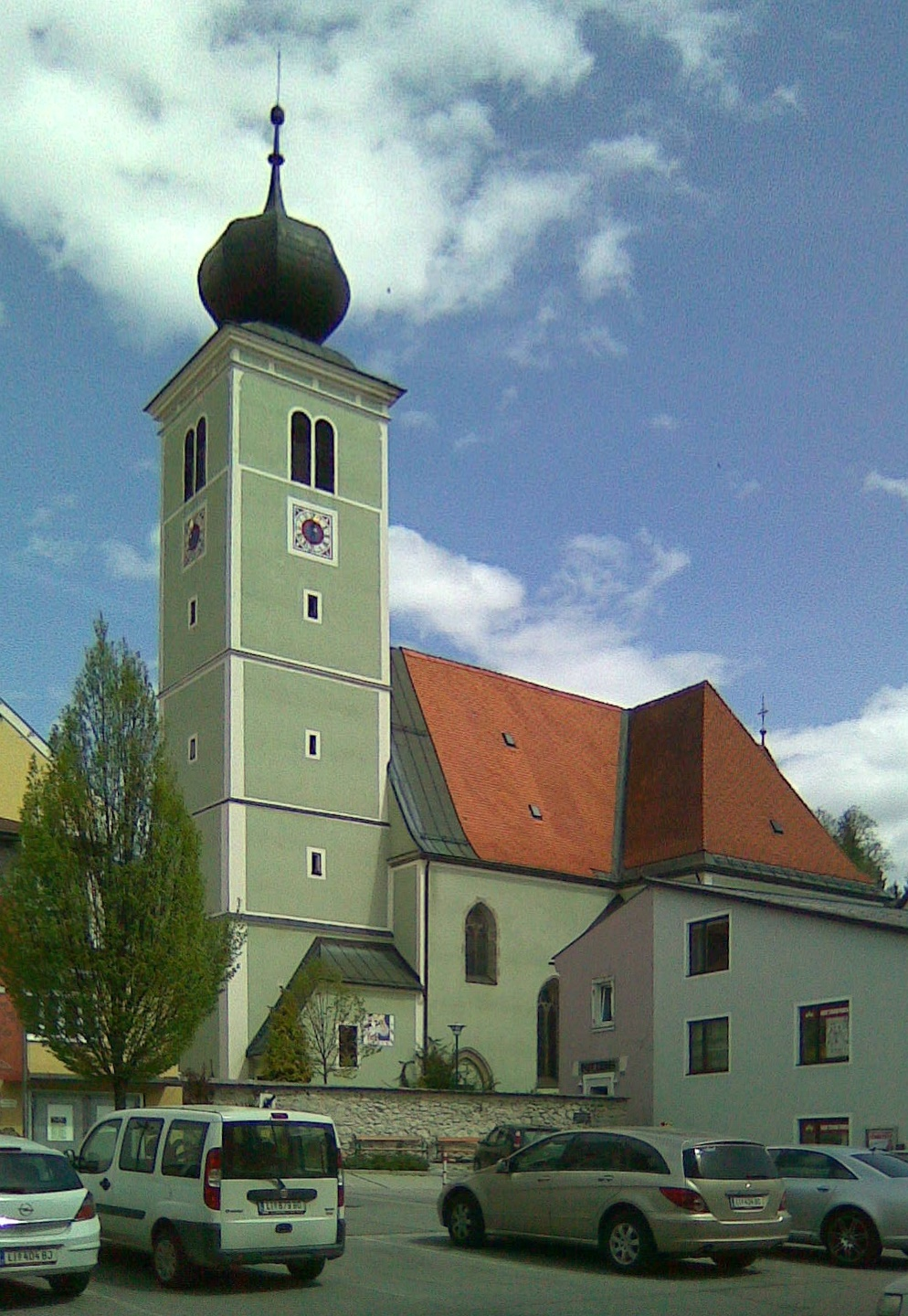
Церковь

Входит в состав округа Лицен.  Население составляет 8086 человек (на 2016 года). Занимает площадь 91,72 км². Официальный код  —  6 12 59.

## Политическая ситуация
Бургомистр коммуны — Рудольф Хакель (СДПА) по результатам выборов 2005 года.
Совет представителей коммуны (нем. Gemeinderat) состоит из 25 мест.